# Backupserver
Ein Backupserver ist ein Servertyp, der die Sicherung von Daten, Dateien, Anwendungen und/oder Datenbanken ermöglicht. Damit dient er insbesondere zur Sicherung der Verfügbarkeit. Er wird als Standby-System vorgehalten oder führt eine zentrale Datensicherung durch. In beiden Fällen wird regelmäßig ein automatischer Datenabgleich vom Produktivserver zum Backupserver durchgeführt.

## Standby
Ein Backupserver als Standby-System bietet Redundanz. Als Teil eines Failover-Clusters verhindert er Ausfälle und Datenverlust. Im Unterschied zu anderen Computerclustern erfolgt jedoch keine Lastverteilung.

## Datensicherung
Ein Backupserver für die Datensicherung ist ein dedizierter Server, der unabhängig vom gesicherten Host eine schnelle Datenwiederherstellung ermöglicht. Er ist damit eine Voraussetzung für umfassendes Disaster Recovery. Für die Speicherung der Daten stehen zusätzlich unfallgeschützte Datenspeicher zur Verfügung.